# Un año sin amor
Un año sin amor é um filme de drama argentino de 2005 dirigido e escrito por Anahí Berneri. Autobiografia de Pablo Pérez, a obra é protagonizada por Juan Minujín e Mimí Ardu.

## Elenco
- Juan Minujín - Pablo Pérez
- Mimí Ardu - tio de Pablo
- Carlos Echevarría - Nicolás
- Bárbara Lombardo - Julia
- Javier Van de Couter - Martín
- Osmar Núñez - Commissar Báez
- Ricardo Merkin - pai de Pablo
- Carlos Portaluppi - editor
- Mónica Cabrera
- Ricardo Moriello - Juan
- Juan Carlos Ricci - Dr. Rizzo